# L'eccezione (Madame)
L'eccezione è un singolo della cantante italiana Madame, pubblicato il 15 aprile 2022 per l'etichetta Sugar Music.
Il brano, dallo stile vintage anni '60, è stato realizzato come colonna sonora della serie televisiva di Prime Video Bang Bang Baby.

## Tracce
Testi di Madame, musiche di Luca Faraone e Dardust.
1. L'eccezione – 3:49

## Classifiche
| Classifica (2022) | Posizione massima |
| ----------------- | ----------------- |
| Italia            | 28                |